# جون إم. كاولي
جون إم. كاولي (بالإنجليزية: John Maxwell Cowley)‏ هو فيزيائي أسترالي، ولد في 18 فبراير 1923، وتوفي في 18 مايو 2004.